# Art baroque pyrénéen
L'Art baroque pyrénéen est une forme régionale d'art baroque religieux présente dans de très nombreuses églises de villages et de bourgs de la zone pyrénéenne (en montagne et dans le piémont). Ce mouvement baroque a connu un grand développement dans les églises pyrénéennes aux XVIIe et XVIIIe siècles, comparable à celui qui s'est exprimé dans d'autres régions, en Savoie en particulier (Voir l'art baroque savoyard).

## Un art local né de laContre-Réforme
L'art baroque religieux a une traduction dans l'art des prescriptions du Concile de Trente  concernant le culte marial, l'eucharistie, la transsubstantiation, la Passion du Christ et le culte des saints.

## L'art baroque en Bigorre et les maîtres du baroque haut-pyrénéen

### La dynastie desFerrèreet l'école d'Asté
Jean I Ferrère, Marc Ferrère, Jean II Ferrère, Dominique Ferrère

### Autres artistes
Pierre Affre, Jacques Galy, Soustre, Jean Brunelleau (ou Brunello), Jean Casassus